# الديوانية (مدينة)

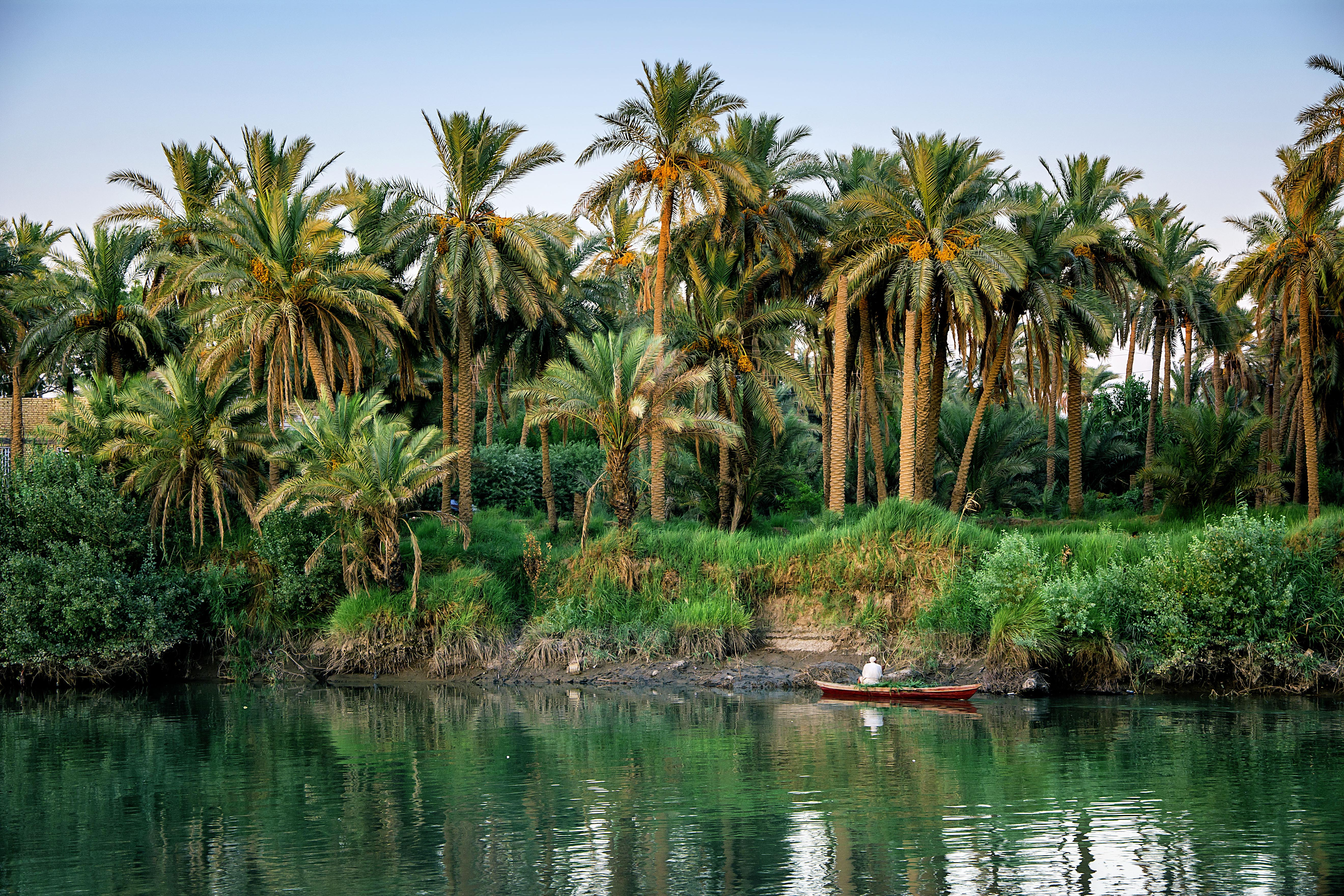
بساتين قضاء الشامية

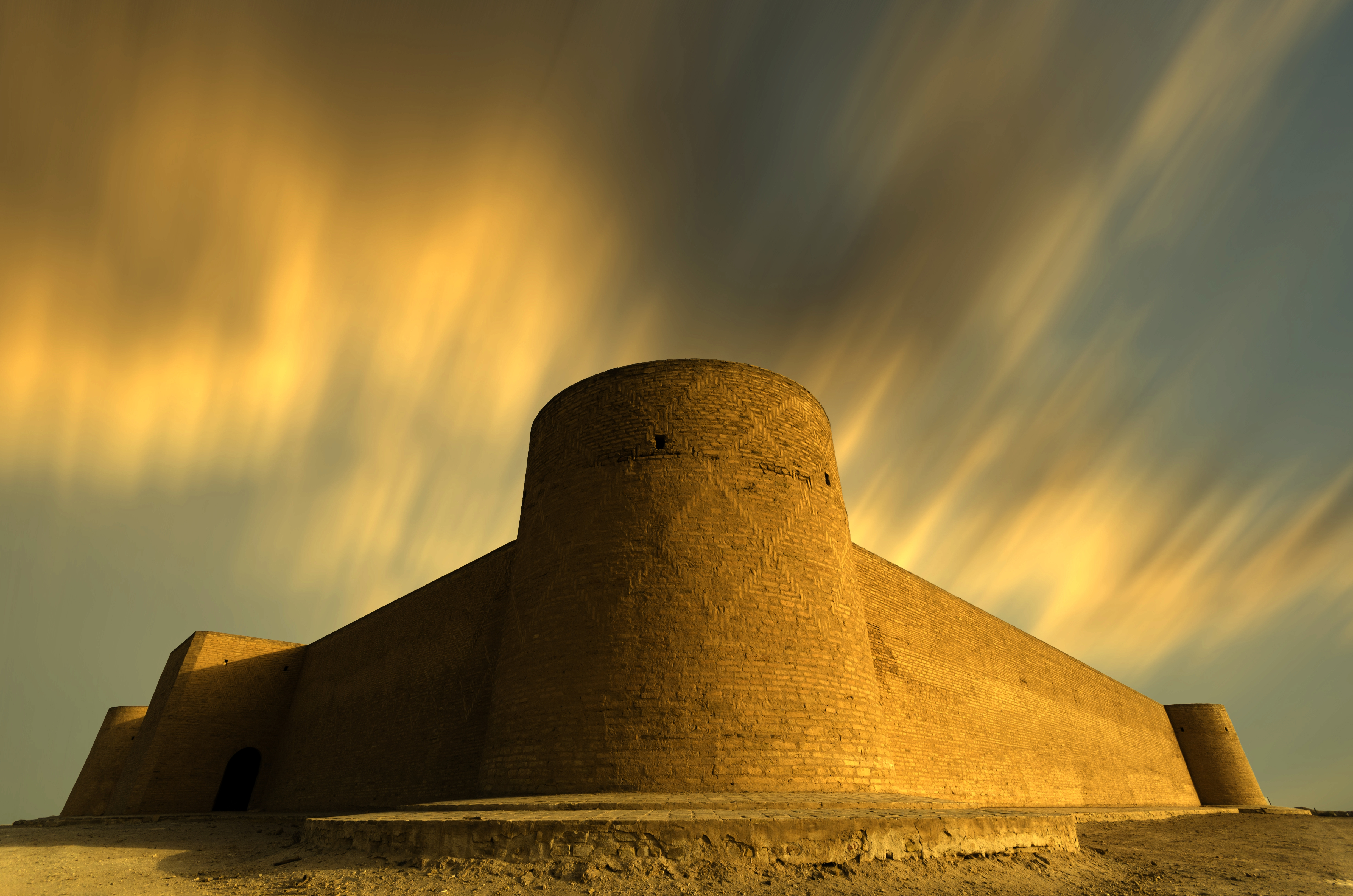
قلعة ذرب في الديوانية

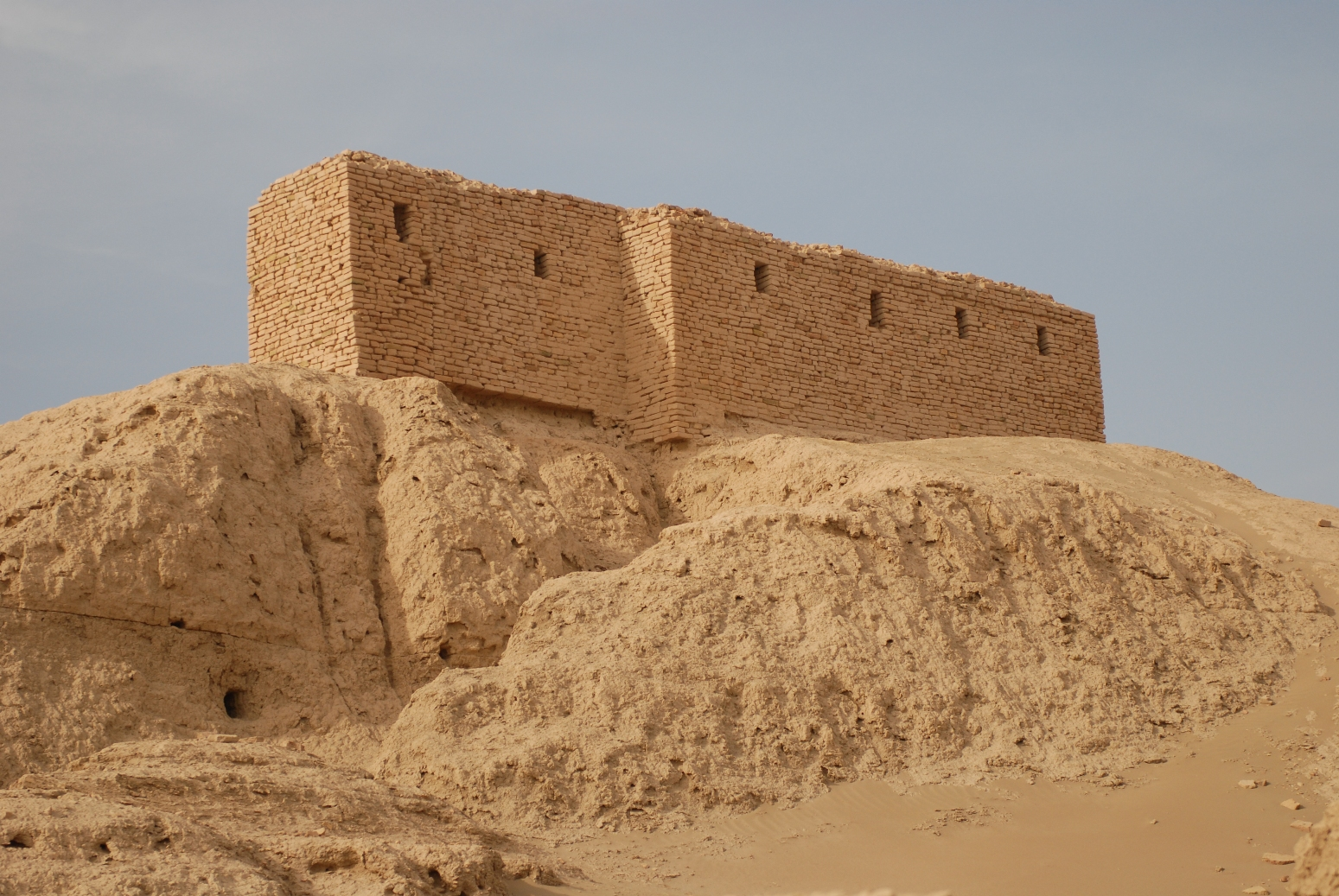
مدينة نفر (نيبور) الأثرية

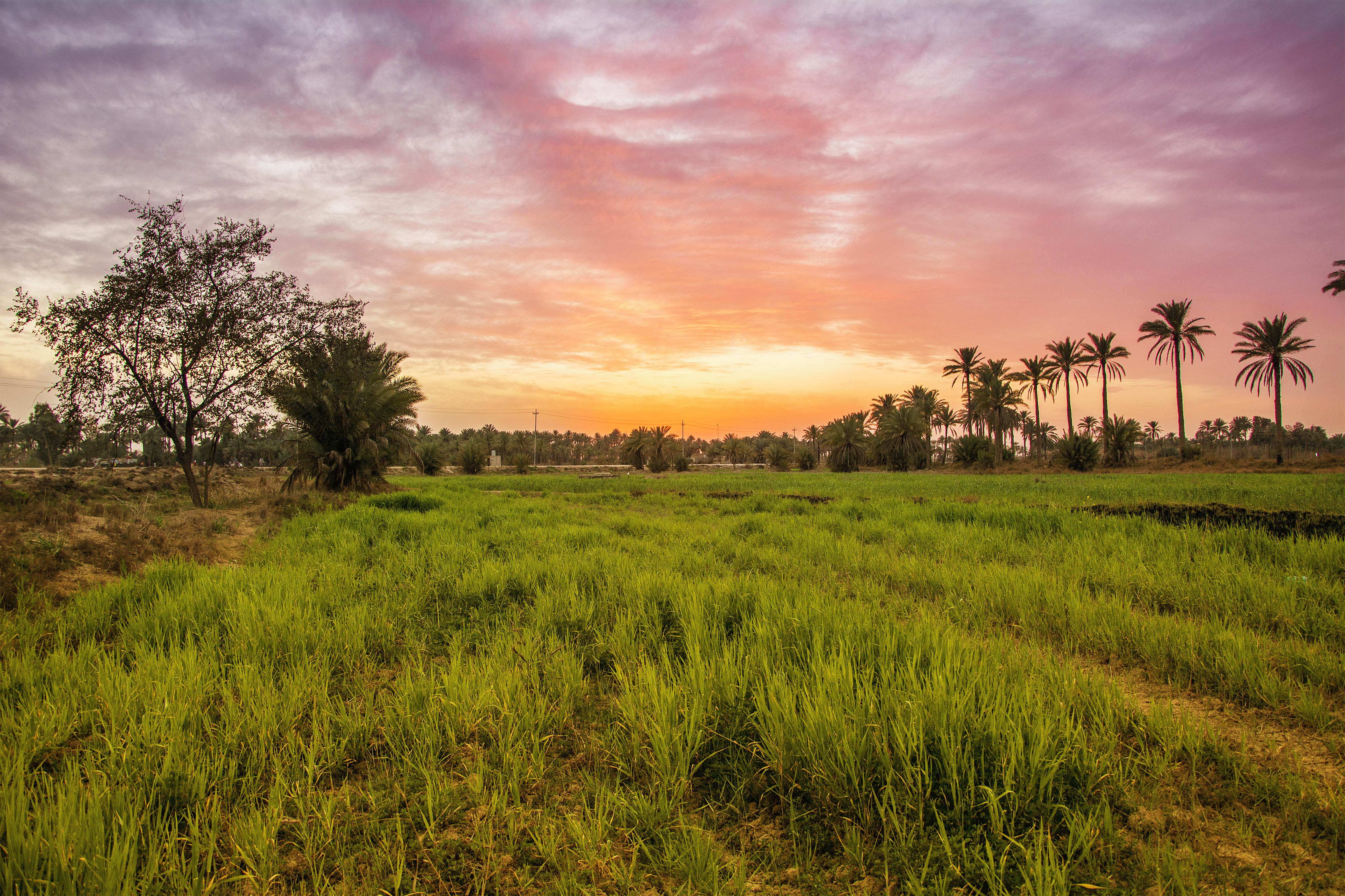
أحد مزارع الديوانية

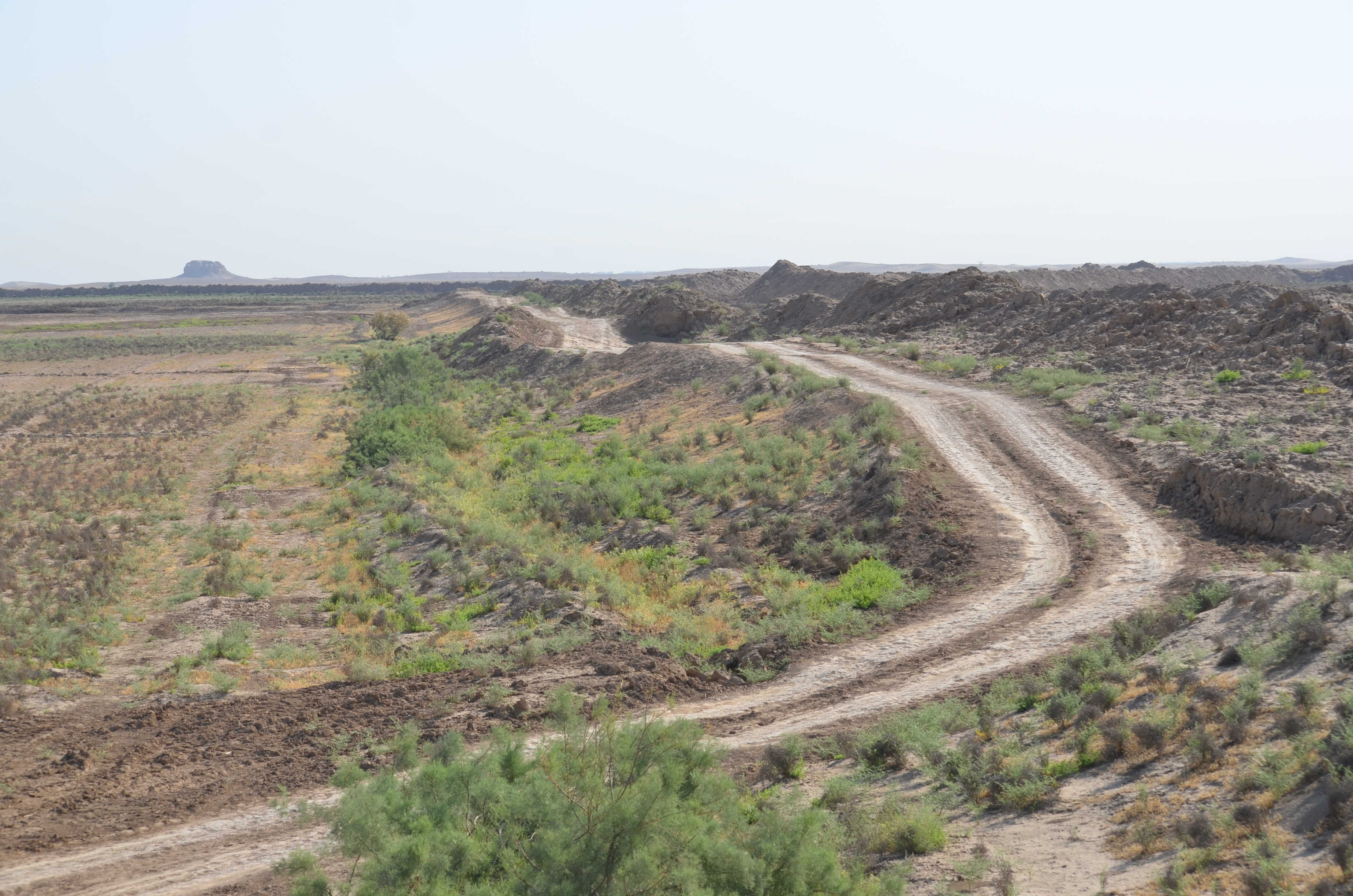
منطقة بالقرب من موقع أثري يعرف بمعبد الشمس

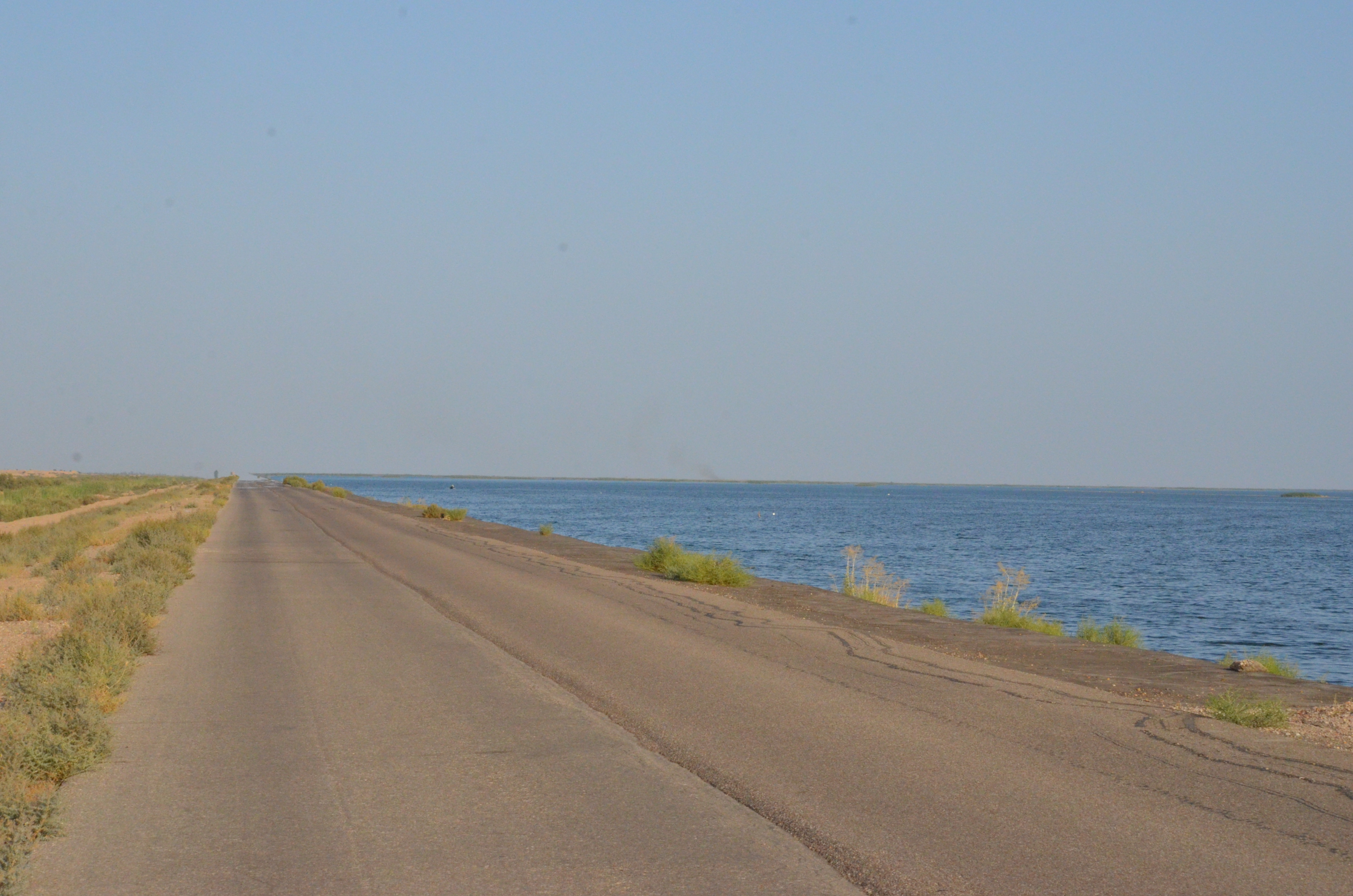
هور الدلمج

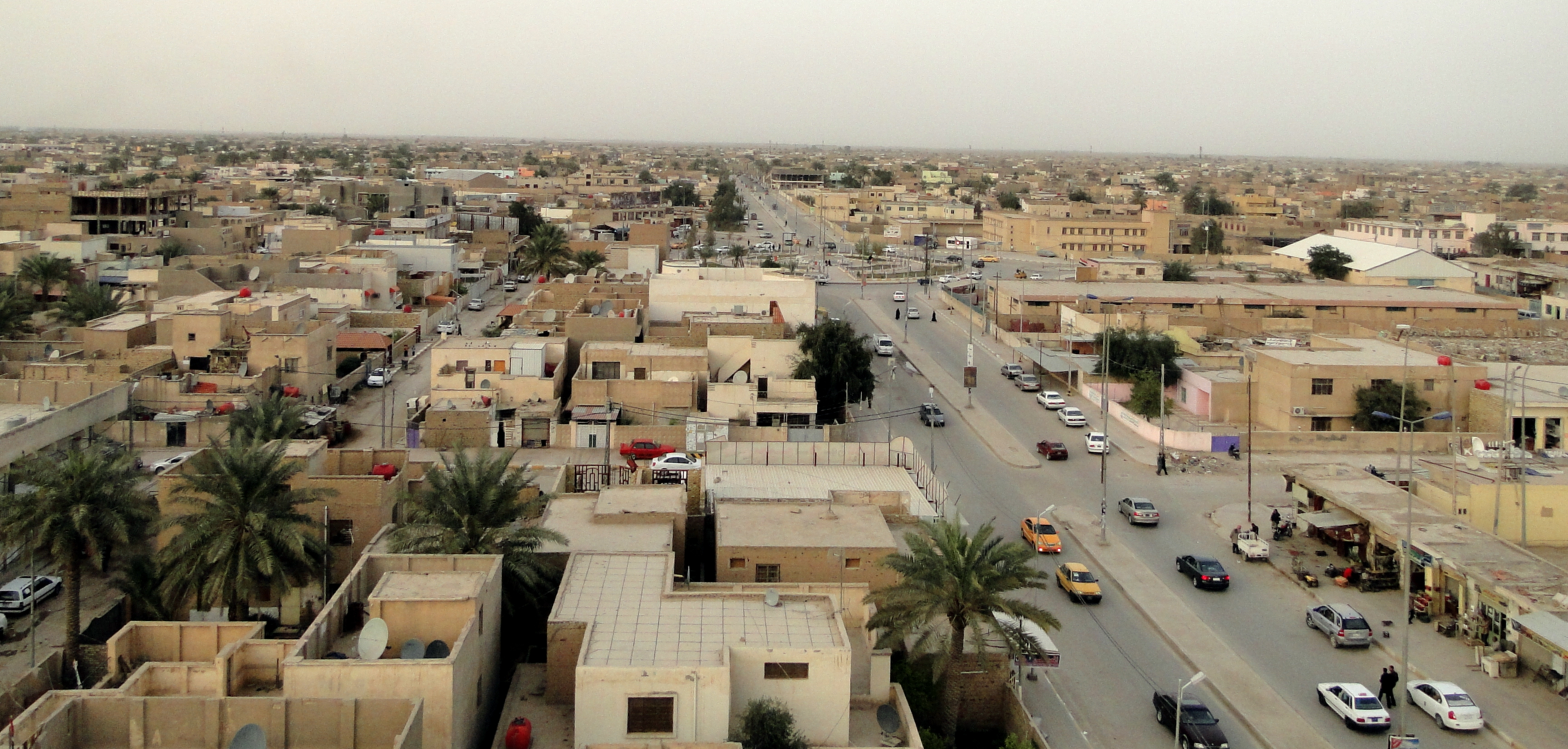
منظر من مدينة الديوانية

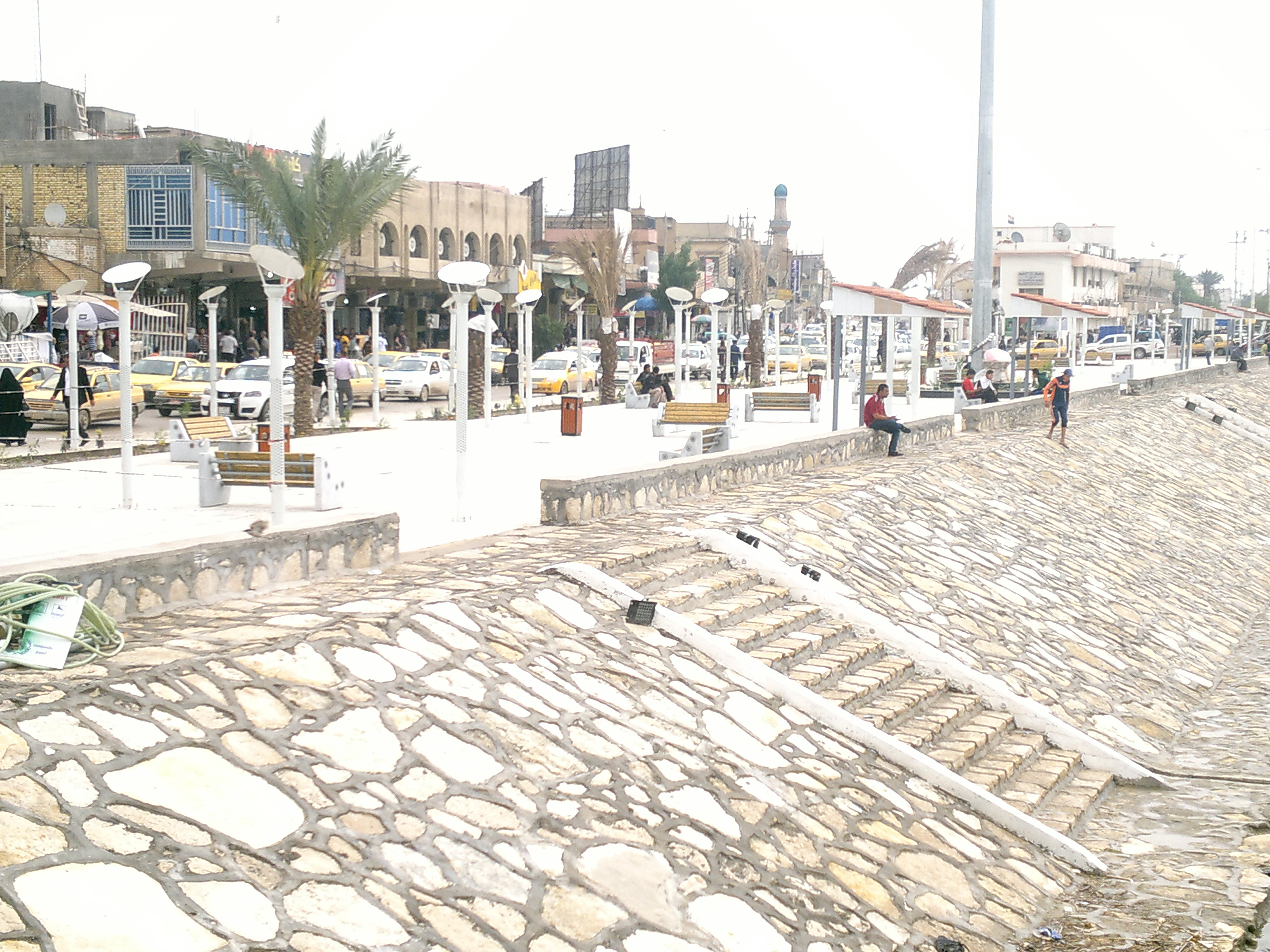
كورنيش الديوانية

مدينة الديوانية هي إحدى مدن جنوب العراق ومنطقة الفرات الأوسط وهي المركز الإداري والاقتصادي والسياسي لمحافظة الديوانية حيث توجد فيها جميع المؤسسات الإدارية والحكومية يمر بها فرع من نهر الفرات يعرف بشط الديوانية تبعد عن بغداد حوالي 180 كيلومتراً، وتعرف رسميا بـ (محافظة القادسية) تقع في وسط العراق من الشمال تحدها محافظة بابل ومن الجنوب محافظة المثنى.

## التاريخ
إن تاريخ مدينة الديوانية هو ذاته تاريخ محافظة الديوانية إذ ظهر اسم الديوانية وبزغ نجمها وشاع ذكرها في العقد السابع من القرن الثاني عشر الهجري، وقد تعرض لذكرها الكتاب والسياح الغربيون والشرقيون وأول من وصفها في رحلته التي ابتدأت عام 1754م وانتهت عام 1758م هو الدكتور آدم آيفز وجاء فيها ما ملخصه:
| ” | أنه سافر من البصرة إلى بغداد عن طريق نهر الفرات وقد وصف في طريقه المدن الواقعة عليه ومن جملتها السماوة ولملموم والديوانية. | “ |

وورد ذكر الديوانية في كتاب السائح «إبراهام بارسنز» في رحلة قام بها في نهر الفرات من الحلة إلى البصرة وصف فيها اللملموم وأنها واقعة جنوب الديوانية وذلك عام 1774م.

وفي كتاب «مطالع السعود المختصر»  ذكر الديوانية بعد أن ساق صاحب الكتاب حديثه في خروج الوالي سليمان باشا لتأديب خزاعة لأنها أظهرت العصيان، فقال:
| ” | فلما نزل الوالي بعسكره غربي الفرات مقابل الديوانية خافت منه قبائل خزاعة بأجمعهم وذلك سنة 1195 هـ - 1780 م. | “ |

وفي نفس الكتاب قال عن الديوانية:
| ” | إن داود باشا أيام وزارة سعيد باشا سنة 1229هـ - 1813م ظهر لتأديب القبائل وسار حتى نزل بإزاء الديوانية مقر العشيرة الخزاعية الرافضية | “ |

وفيه أيضاً:
| ” | وفي زمان وزارة داود باشا سنة 1234هـ - 1818م أمر الوزير صالح الكردي أحد خدامه في داخل سراياه أن يخرج لتأديب الطائفتين (الزقرت والشمرت) ومن هناك توجه لتأديب عشيرة چليحة في الديوانية | “ |

أما صاحب كتاب قرة «العين في تأريخ الجزيرة والعراق والنهرين» فيوصفها كالآتي:
| ” | الديوانية في الجانب الشرقي من الفرات بين الحلة والسماوة مدينة عامرة, وأسواقها حسنة, وأهلها عرب وإسلام وأكثرهم إمامية إثنا عشرية. وهي (أي الديوانية) ديوان لقبيلة خزاعة أسسوها في القرن الحادي عشر الهجري. | “ |

ولعله أراد بها الحسكة، لأن الديوانية غير موجودة في القرن الحادي عشر الهجري وإنما عرف إسمها بعد هذا القرن.

من الأسماء التي أطلقت على الديوانية أيضاً الرماحية والحسكة حتى عام 1834 الذي يمثل نقطة انطلاقا التنظيم الإداري في العراق الذي أرست دعائمه الحكومة العثمانية بسلسلة مستمرة من التغيرات والتعديلات الإدارية، ففي عام 1858 كانت تمثل قضاءً إدارياً يعرف بقضاء الديوانية وهو أحد التشكيلات الإدارية التي كانت تابعة للواء الحلة الذي يتبع بدورة ولاية بغداد.

فيما يخص تسمية (الديوانية) بهذا الاسم، لا بد من الإشارة إلى أن أوضاع وأحوال العراق بشكل عام ومنطقة الفرات الأوسط ومنها منطقة الفرات الأوسط بشكل خاص وصفت بعدم الاستقرار في خلال فترة السيطرة العثمانية (1534 -1917م) حيث شهدت سلسلة مستمرة من النزاعات والاضطرابات التي قامت بها القبائل ضد السلطة تارة، وفي ما بينها تارة أخرى، وقد كان من بين نتائج هذه النزاعات والصدامات العشائرية الداخلية لا سيما بين عشائر الخزاعل (خزاعة) وقبيلة الأقرع، وقبيلتي عفك وجليحة، أن بلغ الخصام في ما بينها أشده، حيث كانت تشن الغارات والصولات العنيفة بين الحين والآخر، مما حدى بقبيلة الأقرع اضطرارا لأن تنشئ لها قلعة على الجانب الأيسر من نهر الفرات (شط الحلة)، وللدافع ذاته، فقد أمر حمد آل حمود شيخ عشائر الخزاعل ببناء قلعة (موقعها حاليا الثكنة العسكرية في مركز مدينة الديوانية على الجانب الأيمن لنهر الديوانية، لتكون بمثابة المكان المحصن لهم، وأمر بأن يسكن حولها جماعة من أتباعه، وبنى لهم مضيفا أو دار ضيافة (ديوانية) يجتمع ويحل فيه رؤوساء عشائر الخزاعل وليقيم فيه وكيل جباية الضرائب، وهكذا أطلق على دار الضيافة الخزاعية هذه اسم (ديوانية) وذلك أيام مشيخة حمد آل حمد (1610م-1847م ) فعرفت بديوانية خزاعة، وبعد أن تجمع السكان وأنشأت المساكن (الصرائف فالأكواخ فالبيوت) حول القلعة، فقد نمت واتسعت دائرتها وكثر ارتياد الناس إليها.

## موقع المدينة
مساحة الديوانية 360 كيلومتراً مربعاً، في مفترق طرق بين محافظات الجنوب ومحافظات الوسط حيث تكون نقطة وصل بين محافظة النجف الأشرف وبقية المحافظات الجنوبية وكذلك يمر بها الطريق الواصل بين الجنوب وبغداد،
| اسم الحي           | مساحته | عدد سكانه |
| الصدر              |        | 42028     |
| الوحدات            |        | 49345     |
| الفرات             | 2.46   | 7727      |
| الإمام الصادق      |        | 20449     |
| الإسكان الصناعي    | 4.06   | 16469     |
| الحكيم             | 2.24   | 9341      |
| الجزائر            | 1.08   | 9361      |
| الجديدة            | 0.3    | 5191      |
| السراي             | 0.33   | 3369      |
| الإسكان القديم     |        | 3974      |
| الثقافي            | 2.84   | 1040      |
| العروبة            |        | 15682     |
| النهضة             | 0.68   | 24417     |
| الجمهوري الشرقي    |        | 14845     |
| الجمهوري الغربي    |        | 11544     |
| العصري             | 0.3    | 10910     |
| الجمعية            | 0.31   | 5420      |
| 14 رمضان           | 0.55   | 5349      |
| التأميم الثانية    |        | 5334      |
| السوق              |        | 3837      |
| السكك              |        | 3420      |
| الضباط             | 0.61   | 3798      |
| الفاضلية           | 0.24   | 3113      |
| صوب الشامية        | 0.59   | 3121      |
| التأميم الأولى     |        | 2763      |
| المعلمين           | 0.31   | 2578      |
| الوحدة الميكانيكية |        | 1420      |
| الإمام             |        | 1666      |

## الوضع الإداري
كان قضاء الديوانية يضم ثلاث نواحي هي: ناحية الحمزة الشرقي وناحية عفك وناحية الدغارة بعدها تم رفع المستوى الإداري لناحيتي الحمزة وعفك إلى مستوى قضاء فتم إستحداث نواحي الشافعية والسنية وألحقت بمركز القضاء الذي يضم عدداً كبيراً من الأحياء كما في الخارطة المقابلة، وعليه فإن الواقع الإداري للمدينة يتلخص في ثلاث نواحي حالية وهي كالتالي:
- الدغارة
- السنية (مدينة)
- الشافعية (مدينة)

## المناخ
| البيانات المناخية لـلديوانية      | البيانات المناخية لـلديوانية | البيانات المناخية لـلديوانية | البيانات المناخية لـلديوانية | البيانات المناخية لـلديوانية | البيانات المناخية لـلديوانية | البيانات المناخية لـلديوانية | البيانات المناخية لـلديوانية | البيانات المناخية لـلديوانية | البيانات المناخية لـلديوانية | البيانات المناخية لـلديوانية | البيانات المناخية لـلديوانية | البيانات المناخية لـلديوانية | البيانات المناخية لـلديوانية |
| الشهر                             | يناير                        | فبراير                       | مارس                         | أبريل                        | مايو                         | يونيو                        | يوليو                        | أغسطس                        | سبتمبر                       | أكتوبر                       | نوفمبر                       | ديسمبر                       | المعدل السنوي                |
| --------------------------------- | ---------------------------- | ---------------------------- | ---------------------------- | ---------------------------- | ---------------------------- | ---------------------------- | ---------------------------- | ---------------------------- | ---------------------------- | ---------------------------- | ---------------------------- | ---------------------------- | ---------------------------- |
| متوسط درجة الحرارة الكبرى °م (°ف) | 15 (59)                      | 19 (66)                      | 24 (75)                      | 30 (86)                      | 37 (98)                      | 41 (105)                     | 43 (109)                     | 42 (108)                     | 40 (104)                     | 33 (92)                      | 24 (76)                      | 17 (63)                      | 30 (87)                      |
| متوسط درجة الحرارة الصغرى °م (°ف) | 6 (43)                       | 9 (48)                       | 13 (55)                      | 18 (65)                      | 23 (74)                      | 26 (79)                      | 27 (81)                      | 27 (80)                      | 24 (75)                      | 19 (67)                      | 12 (54)                      | 8 (47)                       | 18 (64)                      |
| الهطول مم (إنش)                   | 23 (0.9)                     | 15 (0.6)                     | 20 (0.8)                     | 18 (0.7)                     | 7.6 (0.3)                    | 0 (0)                        | 0 (0)                        | 0 (0)                        | 0 (0)                        | 2.5 (0.1)                    | 13 (0.5)                     | 20 (0.8)                     | 119.1 (4.7)                  |
| المصدر: Weatherbase               |                              |                              |                              |                              |                              |                              |                              |                              |                              |                              |                              |                              |                              |

## وصلات خارجية
مديرية بلدية الديوانية